# 格鬥軍刀

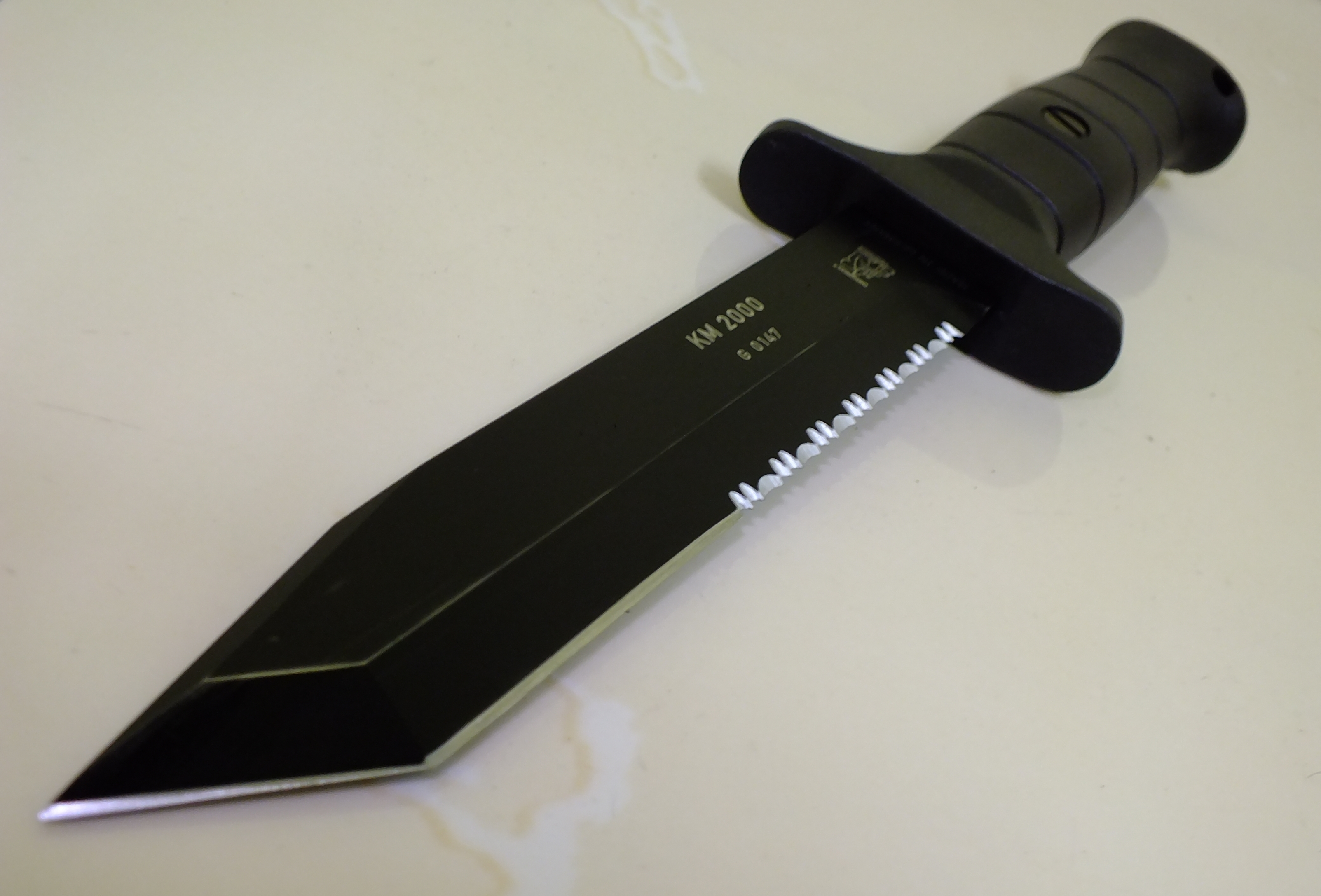
德國陸軍所配備的KM2000軍刀

格鬥刀一般人稱軍刀，格鬥刀並沒附帶工具，主因為防止刀刃容易損傷所以刃角較大，一般有血槽用以增加強度，類似於工字鋼的結構。用作近身格鬥，一般以高碳鋼製。表面多附有塗層以防止反光。
現役美國陸軍的M9刺刀兼具求生刀和格鬥刀的功能，刀刃長17.9cm，而且M9可作小斧頭、小鋸、鐵線鉗及開瓶器。刀套包含刀鞘及磨刀石。
美国海军陆战队新所用的格鬥刀附有槍扣，可作刺刀之用。刀套包含刀鞘及磨刀石。